# Чиркуито Читадино дел'ЕУР
Чиркуито Читадино дел'ЕУР (на италиански: Circuito cittadino dell'EUR) е градска писта, разположена на улиците на Рим, Италия.
Предназначена е за стартове от календара на Формула Е. Дълга е 2,86 км и има 21 завоя, с което е втората най-дълга писта в календара на дебютния за нея сезон 2017/18. Разположена е в квартала ЕУР, известен още и като Белият квартал, където се помещават седалищата на някои от най-големите компании, банки и министерства. Старт-финалната права се намира на булевард Христофор Колумб, а трасето минава покрай Двореца за приеми и конгреси, Двореца на италианската цивилизация (Белият Колизей), Обелиска на Маркони, Конгрейсния център (Облакът) и др.

## Победители във Формула Е
| Година | Победител | Отбор | Време (Об.) | Най-бърза обиколка | Пол позишън | Дата     | Доклад |
| ------ | --------- | ----- | ----------- | ------------------ | ----------- | -------- | ------ |
| 2018   |           |       |             |                    |             | 14 април | Доклад |